# Peter Luthersson
Jan Peter Luthersson, född 9 december 1954 i Jönköping, död 3 mars 2025 i Jönköping, var en svensk litteraturvetare, litteraturkritiker och förläggare.

## Kritiker av modernismen
År 1986 disputerade Luthersson vid Lunds universitet på en studie över den litterära modernismen, där framför allt Charles Baudelaire, Ezra Pound och dadaismen behandlades. År 2002 utkom Luthersson med boken Svensk litterär modernism – en stridsstudie, som kan beskrivas som en fortsättning på avhandlingen. 
Luthersson kritiserade den vanliga uppfattningen att modernismen främst är en stil och såg den snarare som en ideologi. Han intresserade sig inte minst för förhållandet mellan modernism och totalitära ideologier. Genom denna omdefiniering av modernismbegreppet kommer Pär Lagerkvist eller 40-talismen att få en långt mindre viktig betydelse i svensk litteraturhistoria, medan däremot Bertil Malmberg får en mer betydelsefull roll. I förordet till boken Bertil Malmberg. Diktaren i sitt sekel (2006) behandlar han Malmberg mer ingående och för fram dennes antiauktoritära drag i kontrast till andra poeters fascination för kommunism och nazism, bland andra Karl Vennbergs. 
I Förlorare uppmärksammar han ett antal mycket framgångsrika engelsk-, fransk- och tyskspråkiga författare som fick sin världsbild, verklighetsförståelse och livshållning ifrågasatta och krossade av de litterära modernisterna samt hur 1800-talsidealism utmanövrerades av följsamhet mot totalitära ideologier. Boken fick en fortsättning i Erfarenhetsunderskott, som beskriver svenska 1800-talsförfattare.

## Kritiker av humanioraforskningen
I boken Ur dagboken är Luthersson starkt kritisk mot att "förvetenskapligandet" av humaniora har lett till en "avintellektualisering". Det kan inte kallas forskning om teori och metod styr forskningsresultaten i en viss riktning och bekräftar förväntningarna i premisserna.

## Yrkesroller
Efter att parallellt ha varit universitetslektor vid Lunds universitet och verkat på Sydsvenskans kultursida utsågs Luthersson 1993 till kulturchef på Svenska Dagbladet, en post han innehade fram till 2001. Som kulturchef hade Luthersson en hög profil och deltog gärna med både polemiska inlägg och  understreckare. 
Därefter var han en tid områdesprefekt vid Malmö högskola. 2003–2012 var Luthersson VD för Bokförlaget Atlantis.  Sedan var han verksam vid Axel och Margaret Ax:son Johnsons stiftelse, framför allt som forskare och rådgivare. Han gjorde också program för Axess TV, till exempel samtalsserien Luthersson läser världslitteraturen i 36 halvtimmeslånga avsnitt.

## Förtroendeuppdrag
Peter Luthersson hade en rad uppdrag i kultur- och utbildningssektorn, exempelvis i Svenska Förläggareföreningen, Den historiska bokklubben Clio AB (ordförande), Lunds universitetsbibliotek (ordförande), Hebreiska universitetets vänner, Uppsala universitet (vice ordförande), Svenska Medialen AB och Förvaltningsstiftelsen för SR, SVT och UR, Tidskrift för litteraturvetenskap, Judisk krönika och Axess magasin samt för Carl Emil Englund-priset, Augustpriset, Svenska Dagbladets litteraturpris, Cliopriset och Stora fackbokspriset.

## Utmärkelser och ledamotskap
- Kommendör av Finlands Lejons orden (KFLO 2013)[8]
- Ledamot av Kungl. Gustav Adolfs Akademien för svensk folkkultur (LGAA)[9]
- Ledamot av Kungliga Samfundet för utgivande av handskrifter rörande Skandinaviens historia (LSkS)
- Ledamot av Vetenskapssocieteten i Lund (LVSL 2003)
- Hedersledamot i Föreningen Heimdal i Uppsala (2013)

### Priser
- Stina och Erik Lundbergs stiftelse (1986)
- Oscar II:s stipendium (1988)
- AB Åkerlund & Rausings Stipendium Humaniora (2000)
- Axel och Margaret Ax:son Johnsons stipendium (2000)
- Tegnérpriset (2015)